# Шарипкін Сергій Якович
Сергій Якович Шарипкін (22 жовтня 1941 в Семипалатинську, нині Казахстан — 19 листопада, 2020, Пьотркув-Трибунальский, Польща) — польський і український класичний філолог, лінгвіст, історик античного періоду, фахівець в області індоєвропеїстики і мікенології, професор Університету імені Яна Кохановського у Кельці (філія в Пйотркув-Трибунальському), редактор наукового журналу «Do-so-mo».

## Сім'я і рання молодь
Син Якова Шарипкіна, філософа, викладача університету, і Ольги, викладача англійської мови. Сім'я Шарипкіних походить з Мордовії, а сім'я матері має польські корені.
Народився в Казахстані, куди його батьків перевели на роботу напередодні Другої світової війни. У 1945 році сім'я Шарипкіна оселилася у Львові, де молодий Сергій з дитинства спілкувався трьома мовами: українською, російською та польською.

## Освіта
Після закінчення школи (1958) навчався в Університеті ім. Івана Франка у Львові. Його науковим керівником був проф. Соломон Лур'є, російський класичний філолог і один з піонерів мікенології. Закінчив у 1963 році .

## Наукова кар'єра
- У 1972 році отримав ступінь кандидата наук.
- У 1990 році отримав ступінь доктора наук.
- У 1996—2001 роках працював доцентом у Вищому педагогічному училищі в Ольштині, який згодом перетворився на Вармінсько-Мазурський університет в Ольштині .
- У 2000 році заснував науковий журнал «Do-So-Mo» в Ольштині, який в даний час видається у м. Пьотркув-Трибунальський . До 2011 року було видано вісім томів цього журналу.
- У 2001 році він проходив наукове стажування в Греції як стипендіат Фонду А. Онасіса.
- З 2002 року працює професором в Свентокшиській академії в Кельцях, філії в Пьотркову-Трибунальському, яку у березні 2008 року було перетворено на природничо-гуманістичний університет ім. Яна Кохановського.

## інтереси
Інтереси проф. С. Шарипкина стосується класичної філології та лінгвістики. Основними напрямками досліджень є:
- мікенологія (мікенська філологія), найдавніша грецька епіграфія ;
- лінійне письмо B, принципи його функціонування.
- Егейська цивілізація бронзової доби — політичні та культурні аспекти;
- стихійні катастрофи давнини; виверження вулкана на Санторіні ;
- категорія відмінку в індоєвропейських мовах;
- категорія граматичного числа, включаючи подвійне число;
- латинська медична термінологія;
- географія стародавнього світу; античні хорографи, маршрути, перипли.
- історія стародавньої культури;
- історія класичної філології та мікенології.

## Важливі наукові публікації
Професор Шарипкін публікує наукові праці англійською, французькою, німецькою, польською, російською, українською та італійською мовами.

### Книжкові видання
- Памятники древнейшей греческой письменности. Введение в микенологию, ISBN 5-02-010895-2, Москва 1988: «Наука» (співавтори: А. А. Молчанов, В. П. Нерознак).
- Сучасна латинська медична термінологія. Підручник для студентів, Львів 2000.
- Pomponiusza Meli Chorographia czyli Opis kręgu ziemi, Piotrków Trybunalski 2011, s. 245.